# Vörösödőtejű rizike
A vörösödőtejű rizike (Lactarius semisanguifluus) az osztatlan bazídiumú gombák (Homobasidiomycetes) osztályának a galambgomba-alkatúak (Russulales) rendjéhez, ezen belül a Russulaceae családjához tartozó ehető gombafaj. Erdélyben - akárcsak a többi rizike fajt - fenyőaljagomba néven ismerik.

## Megjelenése
Közepes termetű gomba, erdei fenyők közelében terem ősszel. Kalapja fiatalon begöngyölt, majd szétterül és tölcséres lesz. Színe élénk narancssárga szürkészöld árnyalattal, sérülés esetén tejnedvet enged magából, amely a levegővel érintkezve megvörösödik. Jellemző átmérője 4 – 12 cm.
Lemezei sűrűn állók, élénk narancssárga színűek, nyomásra megzöldülnek. Tönkje rövid, színe a kalapéval megegyező. Jellemző magassága 4 – 8 cm.

## Összetéveszthetősége
Közeli rokonaival téveszthető össze, mint például az ízletes rizike vagy a lucfenyvesi rizike, ezek azonban mind kitűnő éti gombák. Mérgező gombával nem lehet összetéveszteni.